# Bologna Indoor 1979
Il Bologna Indoor 1979 è stato un torneo di tennis giocato sul sintetico indoor. È stata la 5ª edizione del Bologna Indoor, che fa parte del Colgate-Palmolive Grand Prix 1979. Il torneo si è giocato a Bologna in Italia, dal 19 al 25 novembre 1979.

## Campioni

### Singolare maschile
Butch Walts ha battuto in finale  Gianni Ocleppo con il punteggio di 6–3, 6–2

### Doppio maschile
Peter Fleming /  John McEnroe hanno battuto in finale  Fritz Buehning /  Ferdi Taygan con il punteggio di 6–1, 6–1